# Nikodema
Nikodema – imię żeńskie pochodzenia greckiego, żeński odpowiednik imienia Nikodem, które jest złożone z wyrazów níkē (gr. „zwycięstwo”) i dēmos (gr. „lud”). Imię Nikodema nadawane jest w Polsce co najmniej od 1846 roku, zaś w rodzinach polskich poza ziemiami rdzennie polskimi co najmniej od 1793 roku.
Nikodema imieniny obchodzi wspólnie z Nikodemem, a zatem:
- 25 marca, jako wspomnienie św. Nikodema z Mammoli,
- 3 sierpnia, jako wspomnienie św. Nikodema z Ewangelii (w synaksariach greckich obecnego pod 15 września).